# ギャラクシアン
『ギャラクシアン』（Galaxian）は、1979年10月に稼働したナムコ（現バンダイナムコアミューズメント）のビデオゲーム。同社の3作目にして同社初のシューティングゲーム。ゲームデザイナーは、澤野和則。
タイトルの『ギャラクシアン』とは銀河系の住人である人類、つまりプレイヤー側のことを指す言葉である。この設定は他のUGSFシリーズでも使われている。
ナムコ純正のテーブル筐体の定価は58万円、アップライト筐体の定価は64万円であった。
アーケード版の修理サポートは、セガとサミーがライセンス生産した製品は2017年3月に、オリジナルは続編も含めて2017年10月にそれぞれ終了した。

## ゲーム内容
プレイヤーは画面下側のスペースロケット「ギャラクシップ」を左右に動かし、画面上部のエイリアンを単発の「コスミックミサイル」で撃墜する。
エイリアンのミサイルや体当たりを受けるとギャラクシップは破壊され、画面左下の残機が1つ減る。残機が無い状態でミスをするとゲームオーバー。コンティニューやネームエントリーは無い。
1人または2人交互プレイが可能。得点は画面最上段の左側に1stプレイヤー、右側に2ndプレイヤー、中央にハイスコアが表示される。スコアの上限は99万9990点。

### ゲーム進行
隊列を組んだエイリアンの大部隊（通常46機）が、左右に揺動しながら宇宙空間を航行し、それをギャラクシップが追跡している（背景の星が流れ続けているのはそのため）。ギャラクシップを阻むため、エイリアンが1機ずつ隊列から離れ、曲線軌道（サインカーブ）を描きながらミサイルを放ち、攻撃を仕掛けてくる（隊列で待機中のエイリアンはミサイルを撃ってこない）。飛来したエイリアンを撃ち逃した場合、画面外へ退場したエイリアンは画面上部から再度現れ、隊列に復帰する。
エイリアンの数が減少し、待機状態のエイリアンが3機以下になると、「波状攻撃」が始まる。攻撃中のエイリアンは隊列に戻らなくなり攻撃が継続化し、また積極的に体当たりを狙ってくる等、攻撃パターンも変化する。
全てのエイリアンを撃墜すれば面クリアとなり、新たなエイリアンの部隊が出現する。
面をクリアする毎に画面右下の赤い旗が1本ずつ増えていき、10面に到達すると「10」と書かれた大旗が一本表示される。旗は最大48面まで増加し、それ以上は増えなくなるが、49面以降もゲームは進行する。

## 敵キャラクター
| 名称                               | 配置数    | 得点   | 得点     | 特徴・攻撃パターン |
| 名称                               | 配置数    | 待機中 | 攻撃中   | 特徴・攻撃パターン |
| ---------------------------------- | --------- | ------ | -------- | --- |
| 旗艦 (ボス エイリアン)             | 2 (最大4) | 60点   | 下記参照 | - 隊列の最上段に現れるエイリアン軍団の「隊長」。 - 隊列に隣接するレッドがいる場合、1～2機のレッドと編隊を組んで攻撃する。 - 攻撃中の旗艦を撃墜すると、数秒間敵全体の攻撃が弱まる。 - 1度単独で飛行した後、次の面に逃げることがある。逃げた旗艦は次の面で登場。通常2機いる旗艦が最大4機まで増加する。 |
| レッド エイリアン                  | 6         | 50点   | 100点    | - 隊列の上から2段目に位置する「護衛参謀」。 - 隊列に隣接する旗艦がいる場合は旗艦と編隊を組んで攻撃を行う。 - 隣接する旗艦がいない場合、または波状攻撃中は、単独で攻撃を行う。単独時の飛行パターンはグリーンに準ずる。                                                                                |
| パープル (バイオレット) エイリアン | 8         | 40点   | 80点     | - 隊列の上から3段目に位置する「攻撃隊長」。 - グリーンより飛行曲線が鋭く、攻撃性が高い。 |
| グリーン エイリアン                | 30        | 30点   | 60点     | - 隊列の下方3段を占めるエイリアン軍団の「戦闘隊員」。 - 飛行曲線が緩めなので、攻撃時も比較的撃墜しやすい。 - 波状攻撃ではパープル並みの攻撃性を発揮する。 |

攻撃中の旗艦とレッドの得点関係
- 単独飛行 - 150点
- レッド1機との編隊 - 200点
- レッド2機との編隊
  - レッドを残した状態で旗艦撃墜 - 300点
  - レッド2機とも撃墜後に旗艦撃墜 - 800点

## 他機種版
最初に家庭用ゲーム機で「ギャラクシアン」の名前を冠してリリースされたのは下に表したカセットビジョン版だが、これは結果的にナムコに版権料を払ってこそいるものの、アーケード版とは内容が大きく異なっており、むしろ『ムーンクレスタ』に近いといわれている。また、『ギャラクシーウォーズ』に似たボーナスゲームがある。
| No. | タイトル       | 発売日        | 対応機種         | 開発元     | 発売元     | メディア     | 型式  | 売上本数 | 備考 |
| --- | -------------- | ------------- | ---------------- | ---------- | ---------- | ------------ | ----- | -------- | ---- |
| 1   | ギャラクシアン | 1981年8月10日 | カセットビジョン | エポック社 | エポック社 | ロムカセット | 07950 | -        |      |

## 移植版
これ以降が一般的な他機種への移植版となる。
- 下記表における発売元「バンナム」は、バンダイナムコエンターテインメント（当時の社名はバンダイナムコゲームス）の略称。
- ファミリーコンピュータ等、特定機種版を基にした移植は備考欄に記載する（特に断りの無い場合はアーケード版の移植）。

| No. | タイトル                                                                                           | 発売日 | 対応機種                                                                  | 開発元                | 発売元                          | メディア                                                                          | 型式 | 売上本数 | 備考                                                               |
| --- | -------------------------------------------------------------------------------------------------- | --- | ------------------------------------------------------------------------- | --------------------- | ------------------------------- | --------------------------------------------------------------------------------- | --- | -------- | ------------------------------------------------------------------ |
| 1   | Galaxian                                                                                           | 1981年 | バリー アストロケード                                                     | Bally Manufacturing   | Astrovision                     | ロムカセット                                                                      | - | -        |                                                                    |
| 2   | Galaxian                                                                                           | 1982年 ・10月:A52 ・12月:A8 | Atari 5200 Atari 8ビット・コンピュータ                                    | アタリ                | アタリ                          | ロムカセット                                                                      | CX5206 (A52) CXL4024 (A8) RX8024 (A8再販版)                                                                      | -        |                                                                    |
| 3   | Galaxian                                                                                           | 1983年6月 | Atari 2600                                                                | アタリ                | アタリ                          | ロムカセット                                                                      | CX2684 | -        |                                                                    |
| 4   | ギャラクシアン                                                                                     | 1983年 ・7月頃:MZ7 ・11月頃:PC80II ・12月頃:PC60II                                                                                                  | MZ-700/1200 PC-8001mkII PC-6001mkII                                       | マイコンソフト        | 電波新聞社                      | カセットテープ                                                                    | DP-3482 (MZ7) DP-3779 (PC80II) DP-1019 (PC60II)                                                                  | -        | MZ7：MZ-80シリーズでは使用不可                                     |
| 5   | ギャラクシアン                                                                                     | 1984年1月31日 | MSX                                                                       | ナムコ                | ナムコ BUG BYTE                 | 16キロバイトロムカセット                                                          | DP-3704 | -        |                                                                    |
| 6   | Galaxian                                                                                           | 1984年 ・4月:IBM,TI99 ・5月:COV ・6月:APII,C64,VIC ・12月:ZX                                                                                        | IBM PC TI-99/4A コレコビジョン Apple II コモドール64 VIC-1001 ZX Spectrum | アタリ                | アタリ                          | フロッピーディスク (IBM,APII) ロムカセット (TI99,COV,VIC,C64) カセットテープ (ZX) | DX5525 (IBM) RX8540 (TI99) 70006 (COV) DX5524 (APII) RX8541 (VIC) RX8542 (C64) TSM9531 (ZX)                      | -        |                                                                    |
| 7   | ギャラクシアン                                                                                     | 1984年 ・4月頃：PC88 ・8月頃：X1 (CT版,3"FD版) ・11月頃：X1 (5"FD版)                                                                                | PC-8801 X1                                                                | マイコンソフト        | 電波新聞社                      | カセットテープ フロッピーディスク                                                 | DP-3101057 (PC88 CT版) DP-3101102 (PC88 FD版) DP-3203140 (X1 CT版) DP-3203204 (X1 3"FD版) DP-3203208 (X1 5"FD版) | -        |                                                                    |
| 8   | ギャラクシアン                                                                                     | 1984年9月7日 | ファミリーコンピュータ                                                    | ナムコ                | ナムコ                          | 128キロビットロムカセット                                                         | NGX-4500 | -        |                                                                    |
| 9   | ギャラクシアン                                                                                     | 1985年4月頃 | FM-7                                                                      | マイコンソフト        | 電波新聞社                      | カセットテープ フロッピーディスク                                                 | DP-3301144 (CT版)                                                                                                | -        |                                                                    |
| 10  | ギャラクシアン                                                                                     | 1990年11月29日 | ディスクシステム                                                          | ナムコ                | ナムコ                          | ディスクカード片面                                                                | NDS-GXN | -        | ロムカセット版の移植 書き換え専用ソフト                            |
| 11  | ギャラガ&ギャラクシアン Arcade Classic No. 3 - Galaga & Galaxian                                   | 1995年7月14日 1995年9月 1995年 | ゲームボーイ                                                              | ナムコ                | ナムコ Nintendo                 | ロムカセット                                                                      | DMG-AGCJ-JPN DMG-AGCP-NOE                                                                                        | -        | 『ギャラガ』とのカップリング移植 スーパーゲームボーイ対応          |
| 12  | ナムコミュージアム Vol.3                                                                           | 1996年6月21日 1997年2月 | PlayStation                                                               | ナウプロダクション    | ナムコ                          | CD-ROM                                                                            | SLPS 00390 SCES 00268                                                                                            | -        | 縦置きモニター表示に対応 隠し要素で、残像モード・高速モードを搭載  |
| 13  | ナムコギャラリー VOL.2                                                                             | 1996年11月29日 | ゲームボーイ                                                              | ナムコ                | ナムコ                          | ロムカセット                                                                      | DMG-AN2J-JPN | -        | スーパーゲームボーイ対応 『ギャラガ&ギャラクシアン』版とほぼ同内容 |
| 14  | ナムコヒストリー VOL.4                                                                             | 1998年12月24日 | Windows (95)                                                              | ナムコ                | ナムコ                          | CD-ROM                                                                            | NMC-2012 | -        |                                                                    |
| 15  | Namco Museum 64                                                                                    | 1999年10月31日 | NINTENDO 64                                                               | Mass Media Games      | ナムコ                          | ロムカセット                                                                      | NUS-NNME-USA | -        | 日本未発売                                                         |
| 16  | Namco Museum                                                                                       | 2000年6月25日 | ドリームキャスト                                                          | Mass Media Games      | ナムコ                          | GD-ROM                                                                            | T-1403N | -        | 日本未発売 収録作品はN64版と同一                                   |
| 17  | ギャラクシアン                                                                                     | 2001年3月 | iアプリ                                                                   | ナムコ                | ナムコ                          | ダウンロード （アプリキャロット）                                                 | - | -        |                                                                    |
| 18  | Namco Museum                                                                                       | 2001年12月4日 (PS2) 2002年10月9日 (GC,XB) | PlayStation 2 ニンテンドー ゲームキューブ Xbox                            | Mass Media Games      | ナムコ                          | CD-ROM (PS2) 8センチ光ディスク (GC)                                               | SLUS-20273 (PS2) DOL-GNME-USA (GC) X02134 (XB)                                                                   | -        | 日本未発売 N64,DC版の増補版的内容                                  |
| 19  | ナムコミュージアム                                                                                 | 2001年6月11日 2001年12月7日 | ゲームボーイアドバンス                                                    | Mass Media Games      | ナムコ                          | ロムカセット                                                                      | AGB-ANME-USA AGB-ANMJ-JPN AGB-ANMP                                                                               | -        |                                                                    |
| 20  | ナムコミュージアム Namco Museum Battle Collection                                                  | 2005年2月24日 2005年8月23日 2005年12月9日 2006年6月8日 (廉価版)                                                                                     | PlayStation Portable                                                      | ゴッチテクノロジー    | ナムコ                          | UMD                                                                               | ULJS-00012 ULUS-10035 UCES-00116                                                                                 | -        | 画面モード6種                                                      |
| 21  | Namco Museum - 50th Anniversary ナムコミュージアム アーケードHITS! Namco Museum - 50th Anniversary | 2005年8月30日 (PS2,XB,GC) 2005年10月25日 (WIN) 2006年1月26日 (PS2) 2006年3月27日 (WIN) 2006年3月31日 (PS2,XB) 2006年5月19日 (WIN) 2006年6月9日 (GC) | PlayStation 2 ニンテンドーゲームキューブ Xbox Windows (XP)                | Digital Eclipse       | ナムコ エレクトロニック・アーツ | DVD-ROM (PS2,XB) 8センチ光ディスク (GC) CD-ROM (WIN)                              | SLUS-21164 (PS2) SLUS-20273GH (PS2廉価版) DOL-G5NE-USA (GC) SLPS-25590 (PS2) SLES-53957 (PS2) DOL-G5NE-EUR (GC)  | -        |                                                                    |
| 22  | ナムコミュージアムDS                                                                               | 2007年9月18日 2007年10月11日 2008年2月29日 | ニンテンドーDS                                                            | エムツー              | バンナム                        | DSカード                                                                          | NTR-YNME-USA NTR-YNMJ-JPN NTR-YNMP-EUR                                                                           | -        | 画面モード4種                                                      |
| 23  | Namco Museum Remix みんなで遊ぼう!ナムコカーニバル Namco Museum Remix                              | 2007年10月23日 2007年12月6日 2008年4月8日 | Wii                                                                       | バンナム              | バンナム アタリ                 | Wii用12センチ光ディスク                                                           | RVL-RN2E-USA RVL-RNWJ-JPN RVL-RN2P                                                                               | -        |                                                                    |
| 24  | ギャラクシアン                                                                                     | 2009年9月29日 | Wii                                                                       | バンナム              | バンナム                        | ダウンロード （バーチャルコンソールアーケード）                                   | - | -        | 2019年1月31日配信・発売終了                                        |
| 25  | ナムコミュージアム バーチャルアーケード                                                            | 2008年11月4日 2009年5月15日 2009年11月5日 | Xbox 360                                                                  | バンナム              | バンナム                        | DVD-ROM                                                                           | 21022 2RD-00001                                                                                                  | -        |                                                                    |
| 26  | NAMCO MUSEUM ARCHIVES Vol.1                                                                        | INT 2020年6月18日 | Nintendo Switch（日本国外） PlayStation 4 Xbox One Windows(Steam)         | B.B.スタジオ エムツー | バンナム                        | ダウンロード                                                                      | - | -        | ファミリーコンピュータ版の後期ロット版を収録                       |
| 27  | ギャラクシアン (ナムコットコレクション版)                                                          | 2020年8月20日 | Nintendo Switch                                                           | B.B.スタジオ エムツー | バンナム                        | Switch専用ゲームカード ダウンロード                                               | HAC-P-AW7PB | -        | ファミリーコンピュータ版の移植 DLC第2弾10タイトル中の1本           |
| 28  | ギャラクシアン                                                                                     | 2022年11月24日 | PlayStation 4 Nintendo Switch                                             | ナムコ                | ハムスター                      | ダウンロード （アーケードアーカイブス）                                           | - | -        |                                                                    |

MZ-700版
マイコンソフトによる最初のギャラクシアン。ギャラクシップがローマ字や記号の組み合わせで表現される等、性能が限られたハードでゲームを成立させるための工夫が凝らされている。二作目のPC-8001mkII版共、移植担当は後にX1用ゼビウスを手掛ける藤岡忠。
MSX版
ナムコットゲームセンターシリーズ第3弾として発売。後に1990年4月26日にフロッピーディスクで発売されたMSX用オムニバスソフト『ディスクNG 2』にも、このMSX版が収録されている。
内容的な特徴としては、ゲーム開始直後からエイリアンのミサイル発射角度が広い、波状攻撃が始まると待機中の全エイリアンが一斉に攻撃に転じる等。
ファミリーコンピュータ版
ナムコットブランドによるファミコン参入第1弾。開発担当は宇田川治久。本作は元々ファミコン解析の進捗報告のために作られた試作品であったが、その完成度の高さから商品化が決定し、改修を経てリリースに至った経緯を持つ。
エイリアンの機動や波状攻撃開始のタイミング等細かな差異はあるが、当時としては出色の移植度を誇った。
裏技について
ファミコン版では、リセットボタンの押下を内部でカウントしており、45回リセットボタンを押した後、2コントローラ側のABボタンを押しながらリセットボタンを押すという操作をする度に、ゲームとはまったく関係のない、ミシェル・ローランの『サバの女王』のメロディが流れる隠し音楽モードがある。ここでのサウンドドライバはゲーム本体のものとは別に実装されており、画面には音程やステップなどがテキストで簡易的に表示される。なお、リセットボタンの押下回数は、ABが押されていなかった場合、46回目にカウンタがゼロにもどる。ただ、ABを押した状態でもリセットボタンの押下は全てカウントされるため、2コントローラのABを押下したままリセットボタンを連打するという方法も伝播している。また、隠し音楽モードで『サバの女王』が流れた後にリセットボタンを44回押すと、『風の谷のナウシカ』の『ナウシカ・レクイエム』に移行する。
この裏技を紹介した『ファミリーコンピュータMagazine』（徳間書店、1985年10月号）に対し、ナムコが「掲載許諾を出していない画面を掲載した」としてクレームを入れたものの、『風の谷のナウシカ』の楽曲は、版権所有者である徳間書店に無断でデータを収録したものであったため、形勢が逆転し不問となったというエピソードがある。
ファミコン版のROMに含まれるデータの先頭部分には社名とプログラマの署名テキストが入っているが、ゲーム中では使用されていない。
ゲームボーイ版
プレイ中はスコアが表示されず、ポーズをかけるかミスをした際にのみ表示される。またスーパーゲームボーイ使用時の配色に合わせ、パープルエイリアンの名称が「イエロー・エイリアン」に変更されている。その他、旗艦を撃墜した際の敵の攻撃弱体化が短い、波状攻撃開始のタイミングが早い等の特徴がある。
『ギャラガ&ギャラクシアン』と『ナムコギャラリーVOL.2』に収録されており、内容はほぼ同一だが、スーパーゲームボーイのピクチャーフレームの意匠は異なる。

## 開発
本作は、1978年に社会現象化したタイトー『スペースインベーダー』の大ヒットを受け、「ポスト・インベーダー」を目標に企画、開発された。開発コードは「V-2（ビデオII）」。
ハードウェア技術として、日本では初めてスプライトを利用しており、ソフトウェア面ではそれが活用され、シューティングゲームの基礎を築いた。技術的源流は米国アタリ社であり、ナムコはアタリが使用していた『オブジェクト』という用語を踏襲している。
一方、ハードウェアを担当した石村繁一は、2020年のインタビューの中で、『ギャラクシアン』は動くことだけを最優先するあまり入手困難な部品を使ってしまい、量産する際にとても効率の悪いものになってしまったと振り返っており、ナムコの生産部として半導体調達を担当していた原口洋一も苦労したと同じインタビューの中で打ち明けている。次回作『パックマン』の基板設計に当たってはその反省として量産性を重んじる方針が取られた。

## スタッフ
アーケード版
- 企画：澤野和則
- ハードウェア：石村繁一
- プログラム：田城幸一
- サウンド石村繁一、安江正樹（スタートミュージック/敵命中音）、甲斐敏夫
- グラフィック：山下正（キャラクタードット絵/ロゴデザイン/筐体グラフィック）、中馬義明（旗艦ドットデザイン）、小野浩

MZ-700/1200版、PC-8001mkII版
- プログラム：藤岡忠（ラシャーヌソフト）

PC-8801版
- プログラム：呉英二（石原彰生）

X1版
- プログラム：NOBORU GANKOU

ファミリーコンピュータ版
- プログラム：宇田川治久

## 反響
1979年10月19日～21日に開催された「第17回AMショー」にて大いに注目を集め、注文が殺到したことから、早々にライセンス生産を決定。「製品名に『ギャラクシアン』を入れる」「国内ではテーブル筐体のみとする」等の条件のもと、国内ではセガ・エンタープライゼス（現:セガ）、タイトー、シグマ（現:KeyHolder）、アイレム（現:アイレムソフトウェアエンジニアリング）、コナミ工業（現:コナミデジタルエンタテインメント、コナミアミューズメント）、サミー（現:セガサミーホールディングス）、日本物産等、海外では米国ミッドウェイ社（後のミッドウェイゲームズ、現:ワーナーゲーム）、英国ベルフルーツ社等と契約が結ばれた。

## 評価
アーケード版
1998年に刊行されたゲーメストムック『ザ・ベストゲーム2』では、「エイリアンたちは単に整列しているだけでなく、なめらかな動きで攻撃してくるのが当時は非常に美しかった。インベーダーブームが去り、ゲーム界に活気がなくなりかけてきての大ヒットだけに、その業界に与えた功績は大きい」、「ラウンドが表示されるという点もプレイヤーを熱く燃えさせた。しかも単純に数字ではなく、1面ごとに赤い旗が立っていき、10面で数字付きのビックな赤旗になる。この旗をいくつ並べられるかをみんなで競い合うのが楽しかった」と紹介されている。
ファミリーコンピュータ版
ゲーム誌ファミリーコンピュータMagazine1991年5月10日号特別付録の『ファミコンロムカセット オールカタログ』では、「シューティングの原点だ」、「さすがに古さを感じさせる、ナムコのファミコンソフト第1号。『撃つ』『かわす』の繰り返しだがそれでも、一度始めると夢中になってしまうのは、敵機の飛行アルゴリズムの面白さとゲームバランスの良さによるものだろう。現在の主流であるパワーアップ型シューティングと比べると、古さよりもむしろ新鮮さを感じる不思議なゲームでマニアのコレクションに欠かせない」と紹介されている。

## 関連作品
キング&バルーン（ナムコ）
本作の基板を流用した作品で、気球が襲ってきて、王様を連れ出すのを阻止する内容である。砲台（兵士）は何度撃たれてもかまわないが、王様が連れ去られるとミス。

### 続編
詳細はリンク先を参照。
- ギャラガ
- ギャプラス
- ギャラガ'88
- ギャラクシアン3
- コズモギャング・ザ・ビデオ
- スターイクシオン

### 亜流・コピーなど
石村繁一によると、ロケーションテストのためにある喫茶店にテーブル筐体に置いたところ、筐体から基板を盗まれる事件が発生したという。事件の真相はわからないものの、当時の電子回路は市場に流通している部品でできていた分同じ部品で組み立てられたことから、コピー品が先に出回り始めてしまったという。
ライセンスを取得せずに亜流を製造した西日本販売の『ギャラクシーX』とユニバーサルの『コスミックエイリアン』、ライセンスを取得したものの製造許諾契約に違反し亜流を製造した日本物産の『ムーンエイリアン』に対して損害賠償請求訴訟が起きた。うち日本物産とは許諾料相当の和解金を支払うことで法廷和解という結末を迎えた。
アストロファイター（データイースト）
5種類の異なる動きをする敵を順番に倒していくゲーム。
アンドロメダSS（アイレム）
中央にいる白いボスを打ち落とすため、周囲にいるザコキャラを撃ちまくる。
オズマウォーズ（新日本企画、後のSNK）
スクロールしてくる多数の敵を撃破し、最後にボスキャラを倒す。ステージクリアすると燃料が補給される。
銀河帝国の逆襲（アイレム）
途中から登場する敵が、画面の下から槍で自機を突いてくる。当時のゲームには珍しい漢字タイトル。
コスミックエイリアン（ユニバーサル、後のユニバーサルエンターテインメント）
敵が宙返りして自陣に戻って来る。ナムコから著作権侵害で訴えられている。
THE END（コナミ、後のコナミアミューズメント）
敵がパーツを拾い、ENDの文字を作ろうとする。作られたらゲームオーバー。
スパイダー（シグマ、後のKeyHolder）
名前通りクモのような敵が襲ってくる。
スピーク&レスキュー（サン電子）
初の「しゃべるゲーム」であり、UFOに連れ去られた時や、ステージクリア時に音声が発せられる。
スペーシアン（タイトー）
『インベーダー』の基板を流用しているため、画面表示が白黒である。
スペースゲリラ（大森電機）
トーチカ、横移動する敵の集団、画面上部を横切る高得点キャラなど、『インベーダー』の影響が残るゲーム。
スペースファイヤーバード（任天堂）
連射機能や、短時間のパワーアップ、1発では撃墜できない敵など、当時としては珍しい機能を持っていた。
トマホーク777（データイースト）
ギャラクシアンの舞台をそのまま海底と潜水艦にしたようなゲーム。
ニューヨークニューヨーク、わが青春のアルカディア（シグマ）
自由の女神を背景に、UFOやしゃべるUFO守護神を倒す。『アルカディア』は背景とBGMを差し替えたもの。
フェニックス（AMSTAR、タイトーよりライセンス）、プレアデス（テーカン、後のテクモ）
宇宙空間を舞台に鳥が攻撃してくる内容。BGMで『禁じられた遊び』が流れる。『プレアデス』はテーカン初のゲームで『フェニックス』の改造。
マッドライダー / ハイウェイチェイス（データイースト）
暴走族対パトカーの設定となり、カーレースの要素が組み込まれている。基板によりタイトル等が異なる。
ムーンエイリアン（日本物産）
自機と面クリアの旗が異なる。前述のライセンス品のはずだったが、契約に違反するコピーゲームまで作られた。続編としてキャラが変更され、自弾が曲がって飛ぶ『ムーンエイリアンII』も存在する。また、『ムーンエイリアン』のアーケードフライヤーにはロジャー・ディーンが描いたモータウンレーベルのコンピレーション・アルバムVol.6のイラストが無断で使用されている。1980年に発行された企業案内パンフレットには日本物産のオリジナル作品として京都の製造工場とともにムーンエイリアンが写真付きで紹介されていた。
ムーンクレスタ（日本物産）
自機が3機編成になっていて、ステージの途中にドッキングステージが設けられている。ギャラクシアンの基板を使ったゲームであり、ギャラクシアンのゲーム背景の星空と全く同じである。
レーダースコープ（任天堂）
3次元に見える空間でUFOを撃つ。ROM交換で作ったのが『ドンキーコング』である。
レッドUFO（ウコーエンタープライズ）
UFOが襲ってくる。『ギャラクシアン』基板の改造。

### アレンジ作品
SDガンダム OVER GALAXIAN
バンダイより発売のPlayStation用ソフト。ギャラクシアンの敵をSDガンダムのモビルスーツに置き換えたアレンジ作。

### パロディ作品
本作のパロディが収録されたゲームも存在する。
- 『さんまの名探偵』 - ファミリーコンピュータ、1987年4月2日発売。ミニゲーム『ギャラクシガニ』が収録されている。
- 『超劇場版ケロロ軍曹3 天空大冒険であります!』 - ニンテンドーDS、2008年2月28日発売。ミニゲーム『ゲロクシアン』が収録されている。

### その他
- 初代『リッジレーサー』（PlayStation）では起動時ローディング中の約10秒間、本作をプレイできる（ただしロード時間に合わせて内容は非常に簡素化されている[注釈 23]）。敵を全滅させると敵車として登場している8台のマシンが自車として選択可能になる。
- FLビームギャラクシアン - バンダイのLSIゲーム。1980年発売、8800円。背景に星が輝く宇宙空間で1匹から2匹のエイリアンが曲線を描いて飛来。一度撃ち逃した敵が速度を増して攻撃してくる仕様である。ちなみに、テレビCMには『じゃりン子チエ』の主人公・竹本チエと飼い猫の小鉄が登場し、ポケットインベーダーで遊んでいたチエに小鉄が「今はギャラクシアンの時代やで」と言い放っていた[79]。
- スーパーギャラクシアン - エポック社のLSIゲーム。1981年発売、8800円。アーケード版よりも敵数は少ないが、動きは多彩で、オリジナルの特徴でもある敵機が編隊から離れて攻撃する動きも滑らか。敵のデザインはアーケード版に忠実。ドッキングステージもある。アーケード版に近づけようと、アップライト型で独立したレバーやボタンを装備し、宇宙を連想させる丸い画面にレンズを採用した[80]。
- ポケットギャラクシアン - トミー『ポケットメイト』シリーズの一作。400円。同シリーズの「ヌギヌギゲーム」の仕様変更版であり、8つの球を打ち出し、4つある穴に狙って入れるパチンコ状のゲームである。旗艦やエイリアンを模した絵が使われているものの、"GALAXIAN"の文字は本作のロゴではなく、本体にもパッケージにもナムコのコピーライト表記はされていない。
- すがやみつるのゲーム漫画『ゲームセンターあらし』にも度々登場している。なお当時の世相を反映して、あらしたち小学生はゲームセンター立ち入り禁止になっていたために、裕福な友人の家でのプレイ時が初登場であり、「夢にまで見たギャラクシアンとこんな所で会えるとは」と感激のあまり涙を流している。
- 仮面ライダー×スーパー戦隊 超スーパーヒーロー大戦 - 作中にギャラクシアンガシャットが登場する。
- 韓国SBSで放送されたアニメ『おはよう ジャドゥちゃん』(原題:안녕 자두야)の第1シーズンの第23話「ゲーム中毒」で、主人公のジャドゥがアーケードゲームを始める際に本作のイントロBGMが使用されている。